# Justin Simmons
Justin Simmons (Manassas, 19 novembre 1993) è un giocatore di football americano statunitense che milita nel ruolo di safety per gli Atlanta Falcons della National Football League (NFL).

## Carriera

### Denver Broncos
All'università, Simmons giocò a football al Boston College dal 2012 al 2015. Fu scelto nel corso del terzo giro (98º assoluto) nel Draft NFL 2016 dai Denver Broncos. Debuttò come professionista subentrando nella gara vinta nel primo turno contro i Carolina Panthers, mettendo a segno un tackle. Concluse la sua stagione da rookie con 30 tackle in 13 presenze, 3 delle quali come titolare. Nel 2018 disputò per la prima volta tutte le 16 partite come titolare, con un primato in carriera di 97 tackle.
Nella settimana 5 del 2019 Simmons registrò il suo primo intercetto stagionale ai danni del quarterback Philip Rivers, contribuendo alla vittoria per 20-13 sui Los Angeles Chargers. La settimana seguente intercettó Marcus Mariota, nella vittoria per 16-0 contro i Tennessee Titans. A fine stagione fu inserito nel Second-team All-Pro dopo avere messo a segno 93 tackle e 4 intercetti.
Il 16 marzo 2020, i Broncos applicarono su Simmons la franchise tag. Nell'11º turno con un intercetto su Ryan Fitzpatrick nel finale sigillò la vittoria di Denver sui Miami Dolphins. A fine stagione fu convocato per il suo primo Pro Bowl (non disputato a causa della pandemia di COVID-19) dopo essersi classificato quarto nella NFL con 5 intercetti.
Nel febbraio 2021 i Broncos applicarono su Simmons la franchise tag. Il 19 marzo 2021 firmò con Denver un rinnovo quadriennale del valore di 61 milioni di dollari, 35 dei quali garantiti, rendendolo la safety più pagata della lega. A fine stagione fu inserito nel Second-team All-Pro.
Nel 2022 Simmons venne inserito nuovamente nel Second-team All-Pro, dopo aver concluso la stagione con 3 fumble forzati ed al comando della classifica degli intercetti con 6.
Nell'ottavo turno della stagione 2023 Simmons fu premiato come miglior difensore della AFC della settimana dopo contribuito alla prima vittoria contro Kansas City dopo 16 sconfitte consecutive con due placcaggi, un intercetto e un fumble recuperato. A fine stagione fu convocato per il suo secondo Pro Bowl e inserito nel Second-team All-Pro dopo avere fatto registrare 70 placcaggi, un sack, tre intercetti e 8 passaggi deviati.
Il 7 marzo 2024 Simmons fu svincolato dai Broncos dopo otto stagioni.

### Atlanta Falcons
Il 15 agosto 2024 Simmons firmó con gli Atlanta Falcons un contratto di un anno del valore di 8 milioni di dollari.

## Palmarès
- Convocazioni al Pro Bowl: 2

2020, 2023
- Second-team All-Pro: 4

2019, 2021, 2022, 2023
- Leader della NFL in intercetti: 1

2022
- Difensore della AFC della settimana: 1

8ª del 2023